# Seuil anaérobie
 (mars 2020).
Si vous disposez d'ouvrages ou d'articles de référence ou si vous connaissez des sites web de qualité traitant du thème abordé ici, merci de compléter l'article en donnant les références utiles à sa vérifiabilité et en les liant à la section « Notes et références ».
Le seuil anaérobie est une intensité d'exercice.
Lorsque l'exercice physique augmente en intensité, il atteint un seuil, nommé  seuil anaérobie (correspondant à une lactatémie de 4 millimoles par litre) à partir duquel le métabolisme aérobie ne suffit plus à couvrir les besoins en ATP nécessaires à l'activité musculaire.
En général, ce seuil anaérobie se définit à 70-75 % de la vitesse maximale aérobie (VMA). La valeur de lactatémie correspondant à ce seuil diffère selon les individus, et est influencée par des facteurs génétiques, et par l'entraînement du sujet.
Une partie de l'énergie  nécessaire  commence à être produite par le  métabolisme anaérobie lactique et les lactates vont commencer à s'accumuler dans les muscles, entraînant une acidose qui va obliger à interrompre l'exercice au bout d'environ trois quarts d'heure de course.
Il est possible de repousser ce seuil anaérobie grâce à l'entraînement sportif pour permettre à l'athlète un effort musculaire plus important (plus grande vitesse par exemple) sans accumuler de lactates. Cela se fait notamment par des courses d'une durée de 3 à 15 minutes effectuées à la vitesse du seuil anaérobie entrecoupées de temps de récupération courts de l'ordre d'une minute. On peut également repousser ce seuil anaérobie en améliorant la VMA de l'athlète notamment grâce à l'entraînement fractionné (interval-training).